# Хома Дмитро Володимирович
Дмитро Володимирович Хома (позивний «Фантом»; 24 квітня 1998, Тернопіль — 1 червня 2025) — український військовослужбовець, молодший сержант 67 ОМБр Збройних сил України, учасник російсько-української війни. Кавалер ордена «За мужність» III ступеня (2023), почесний громадянин міста Тернополя (2025, посмертно).

## Життєпис
Дмитро Хома народився 24 квітня 1998 року в Тернополі.
У 18 років вирушив у зону бойових дій, здобув практичні навички. Від 2019 року брав участь у бойових діях, зокрема пройшов шлях від стрільця до медика.
З початком широкомасштабного російського вторгнення спільно з Героєм України Сергієм Коновалом обороняв Київщину, Чернігівщину, Харківщину, Луганщину та Донеччину. Служив санітаром медичного пункту «Сталевої Сотні» 2-го стрілецького батальйону 67-ї окремої механізованої бригади. Врятував чимало побратимів. Загинув 1 червня 2025 року.
Похований на Микулинецькому цвинтарі.
Залишилися дружина Олександра та син.

## Нагороди
- орден «За мужність» III ступеня (14 березня 2023) — за особисту мужність і самовіддані дії, виявлені у захисті державного суверенітету та територіальної цілісності України[4];
- почесний громадянин міста Тернополя (2025, посмертно) — за вагомий особистий внесок у становленні української державності та особисту мужність і героїзм, виявлені у захисті державного суверенітету та територіальної цілісності України[5];
- почесна відзнака Тернопільської обласної ради «За проявлену мужність у виконанні службових обов'язків та незламність у захисті державного суверенітету» (2024).